# Érythème pudique

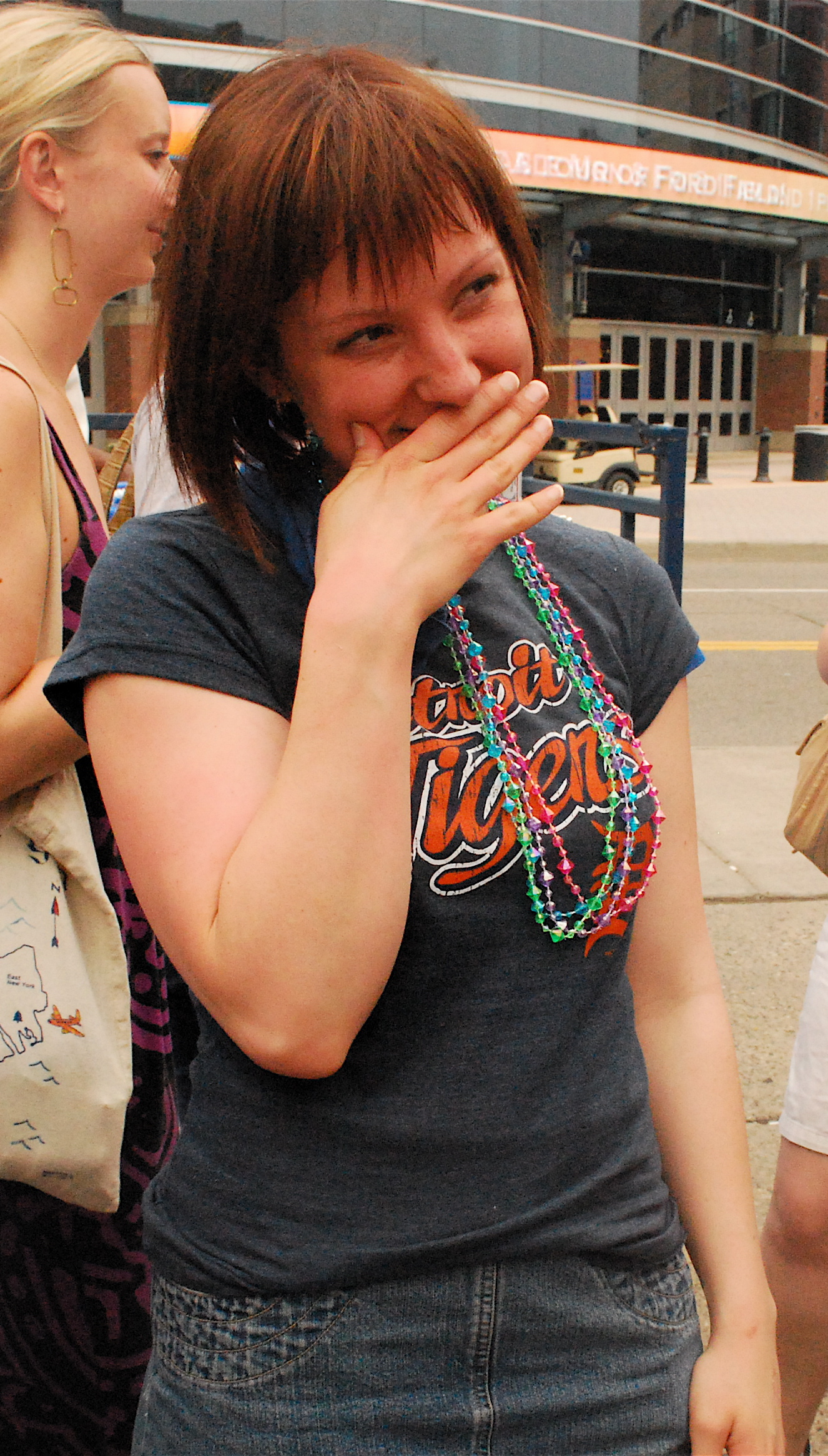
Jeune femme rougissant.

L‘érythème pudique est le fait de rougir fortement (plaques dispersées ou rougeur unie) au niveau du cou et du décolleté voire des joues.
Cet érythème apparaîtrait à l'émotion, montée de stress, au cours des repas (causé par certains aliments ou boissons notamment si elles sont chaudes ou alcoolisées) ou tout simplement dans un endroit très chaud, au soleil... 
La phobie de rougir en public se nomme l'éreutophobie (eruthrós signifiant « rouge » en grec ancien).